# Cannabidivarine
La cannabidivarine (CBDV) est un cannabinoïde non psychoactif trouvé dans le cannabis. Elle est un homologue du cannabidiol (CBD), avec la chaîne latérale raccourcie par deux ponts méthylène (unités CH2). Les plantes à des niveaux relativement élevés de CBDV ont été signalées dans les populations sauvages de Cannabis indica (= C. sativa ssp. Indica var. kafiristanica) au nord-ouest de l'Inde, et de haschich en provenance du Népal,.
Tout comme le CBD, il a sept isomères de double liaison et trente stéréoisomères. Il n'est pas prévu par la convention sur les substances psychotropes.